# Nolana scaposa
Nolana scaposa là loài thực vật có hoa trong họ Cà. Loài này được Ferreyra mô tả khoa học đầu tiên năm 1955.